# 惑星 (組曲)

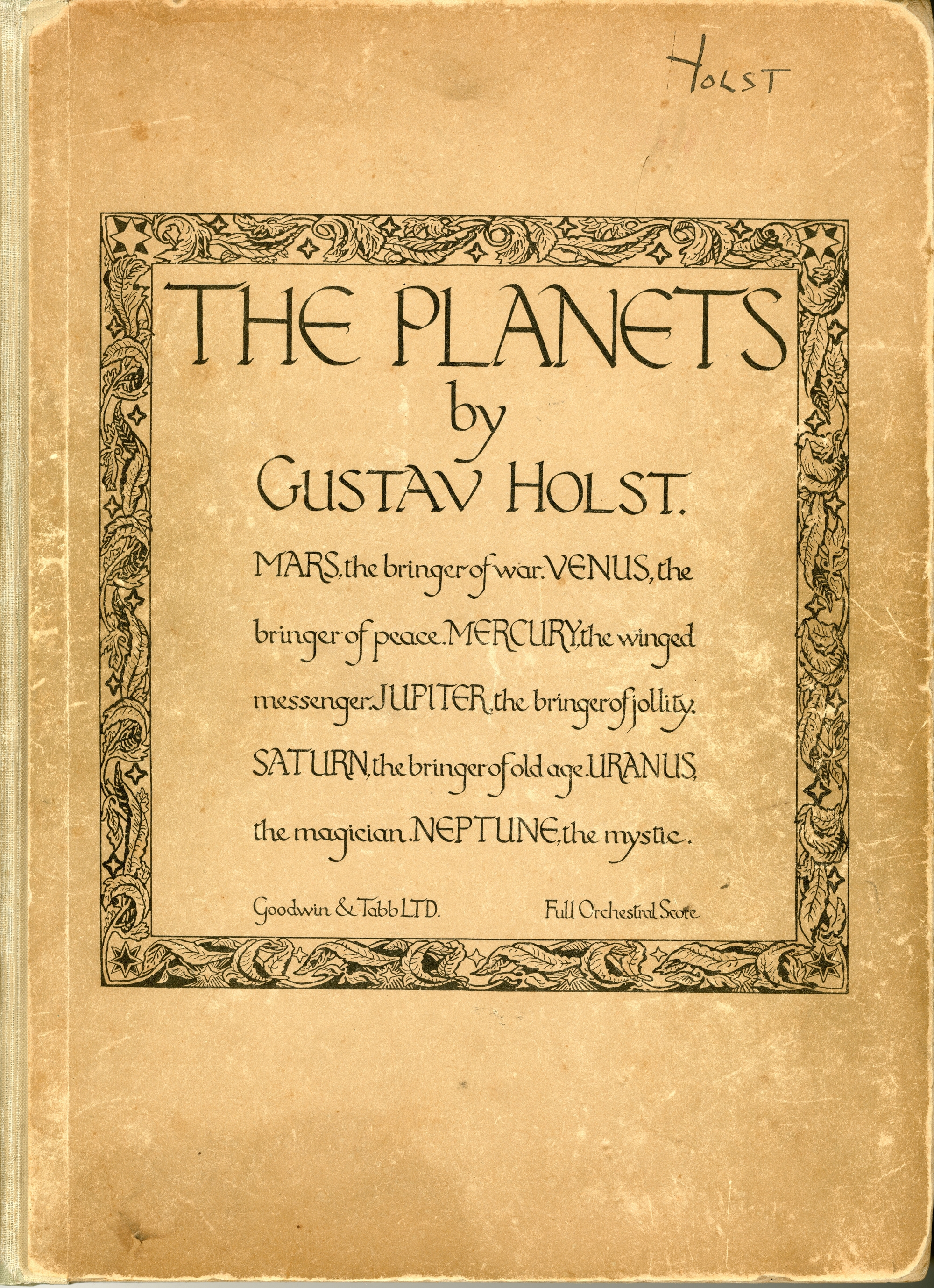
初版のコピー

『惑星』（わくせい、The Planets）作品32, H. 125は、イギリスの作曲家グスターヴ・ホルストが作曲した大管弦楽のための組曲で、ホルストの代表的な管弦楽曲である。特に第4曲「木星」の第4主題の旋律は現在、イギリスの愛国歌、またイングランド国教会の聖歌となっている。

## 概要

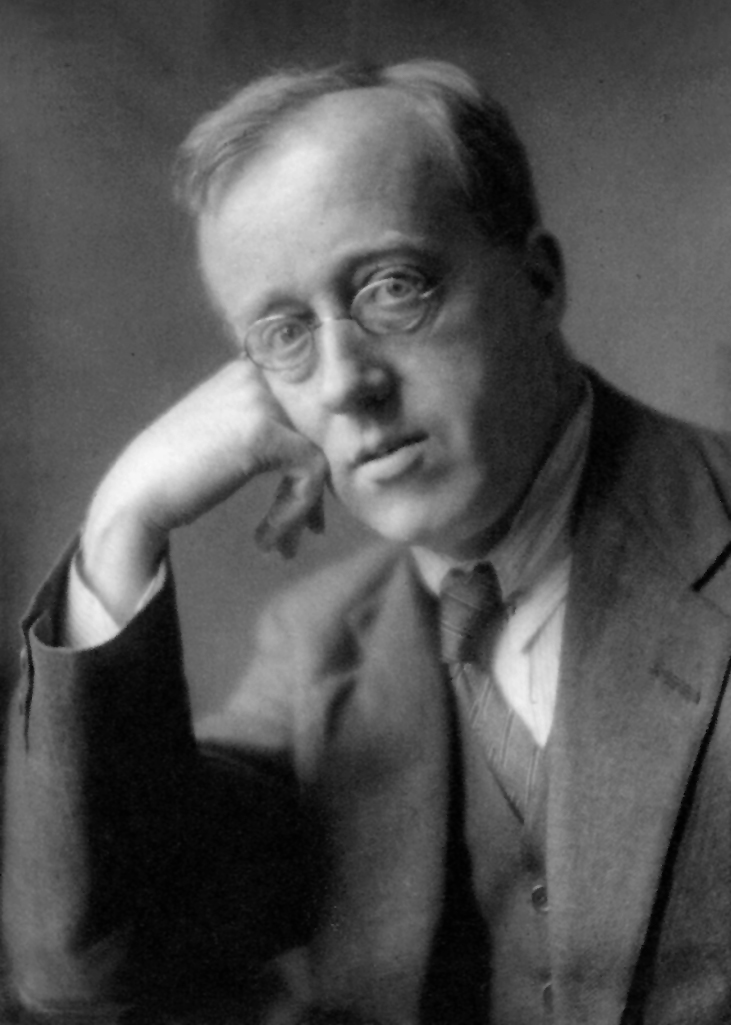
グスターヴ・ホルスト（1921年頃）

本作は、ホルストの代表曲としてホルスト自身の名前以上に知られており、近代音楽の管弦楽曲の中でも最も人気のある曲のひとつである。また、イギリスの管弦楽曲を代表する曲であるとも言えるが、むしろイギリス音楽とは意識されず、その枠を超えて親しまれている曲である（ただし、特殊楽器の多用や女声合唱の使用などが実演の障壁になることも多く、全曲を通しての演奏の機会は必ずしも多いとはいえない）。
本作は惑星を題材としているが、天文学ではなく占星術から着想を得て書かれたものである（地球が含まれないのはこのためである）。西欧では、ヘレニズム期より惑星は神々と結び付けられ、この思想はルネサンス期に錬金術と結びついて、宇宙と自然の対応を説く自然哲学へと発展した。本作は、日本語では「惑星」と訳されてはいるが、実際の意味合いは「運星」に近い。かねてよりホルストは、作曲家アーノルド・バックスの兄弟で著述家のクリフォード・バックスから占星術の手解きを受けており、この作品の構想にあたり、占星術における惑星とローマ神話の対応を研究している。また、ホルストの伝記作家であるマイケル・ショート（Michael Short）は、ホルストが本作に与えたいくつかの特徴は、ホルストが当時読んでいた占星術師のアラン・レオが記した小冊子 "What is a Horoscope?" から影響を受けた可能性があると指摘しており、「水星、翼のある使者」と「海王星、神秘主義者」の2曲の副題はレオの著書から採用された。
また、本作が完成した後、ホルスト自身は次のように語っている。
| 「 | この組曲は、諸惑星にまつわる占星術的な内容によって暗示を受けてはいますが、けっして標題音楽ではありません。また、同じ名前の神話の神とも関係がありません。もしこの組曲に対するなんらかの手がかりが必要だとすれば、それぞれの副題で充分でしょう。それも広義に受け取っていただければ良いので、たとえば木星は一般的な意味において喜びをもたらすと同時に、宗教的、国民的なお祭りと関連のある式典的な喜びを。また土星は、肉体的な衰頽をもたらすだけでなく、すべてを全うした成就のヴィジョンも含まれています。水星は、心の象徴であるというように……。 | 」 |

| 「 | 最近ひとつひとつの惑星の性格が、私に多くのことを感じさせるようになりましたので、占星学をかなりみっちりと研究してきました。この世の中のすべては一個の大きな奇跡です。いや、むしろ宇宙そのものがひとつの奇跡なのです。 | 」 |

## 作曲の経緯・初演

### 作曲
作曲時期は1914年から1916年。ホルストの娘であるイモージェン・ホルストによれば、父は交響曲のような大規模な構造の作品を書くことに対して苦手意識を持っており、楽曲ごとに独立した特徴を持つ組曲というアイデアが父にインスピレーションを与えたと自著で記している。また、当初は『惑星』としてではなく『7つの管弦楽曲』として作曲が開始されたが、マイケル・ショートと音楽学者のリチャード・グリーン（Richard Greene）は、これはアルノルト・シェーンベルクが1909年に作曲した『5つの管弦楽曲』に着想を得たものではないかと指摘しており、この作品が1912年と1914年にロンドンで再演された際に、ホルストは公演のひとつに参加しており、この作品の写譜を所有していたことが知られている。
まず「海王星」以外の6曲は2台ピアノのために、「海王星」はオルガンのために作曲された。 1914年に「火星」（8月以前）、「金星」（秋）、「木星」（年末）が作曲され、 1915年には「土星」（夏）、「天王星」（8月頃）、「海王星」（秋）が、そして1916年初頭に「水星」が作曲された。その後、日本人舞踏家の伊藤道郎から依頼を受け、『惑星』の作曲を一時中断して『日本組曲』（作品33, H. 126）を完成している。
1917年になって、オルガンや声楽を含む大管弦楽のためにオーケストレーションされた。しかし、生涯ホルストを苦しめた腕の神経炎の再発のため、オーケストレーションにおけるホルスト自身の関与は後述する「水星」、ピアノスコアへの楽器の指定、口述などにとどまった（しかし全オーケストレーションの構想はホルスト自身で完成されていたようである）。フルスコア作成の補助のため、ホルストが勤めていたセント・ポール女学校音楽科の同僚ノラ・デイとヴァリ・ラスカー、学生のジェーン・ジョセフと筆記者としての契約を交わしている。オーケストレーションは創造的かつ色彩的であり、英国の作曲家よりもストラヴィンスキーら大陸の作曲家からの影響が強く見られる。
管弦楽法的には複雑ではないものの、ソロとトゥッティ（複数人で同じ旋律を奏でること）を使い分けて音の厚みを変化させたり、同一楽器で和音を奏する（例えば、フルート3本で和音を構成する）など大編成にもかかわらず繊細で独特な音色、音響的効果が引き出されている。また声部は基本的に旋律、和音、バス音など明確に分けられており、大編成のわりに曲の構造はわかりやすい。
「火星」の5拍子など民族的なリズムや、「海王星」などで現れる神秘的な和音など、作曲当時のある種、流行を取り入れているが、その親しみやすさのおかげで20世紀の音楽としては珍しく日常的に聞く機会に恵まれた曲になったといえる。

### 初演

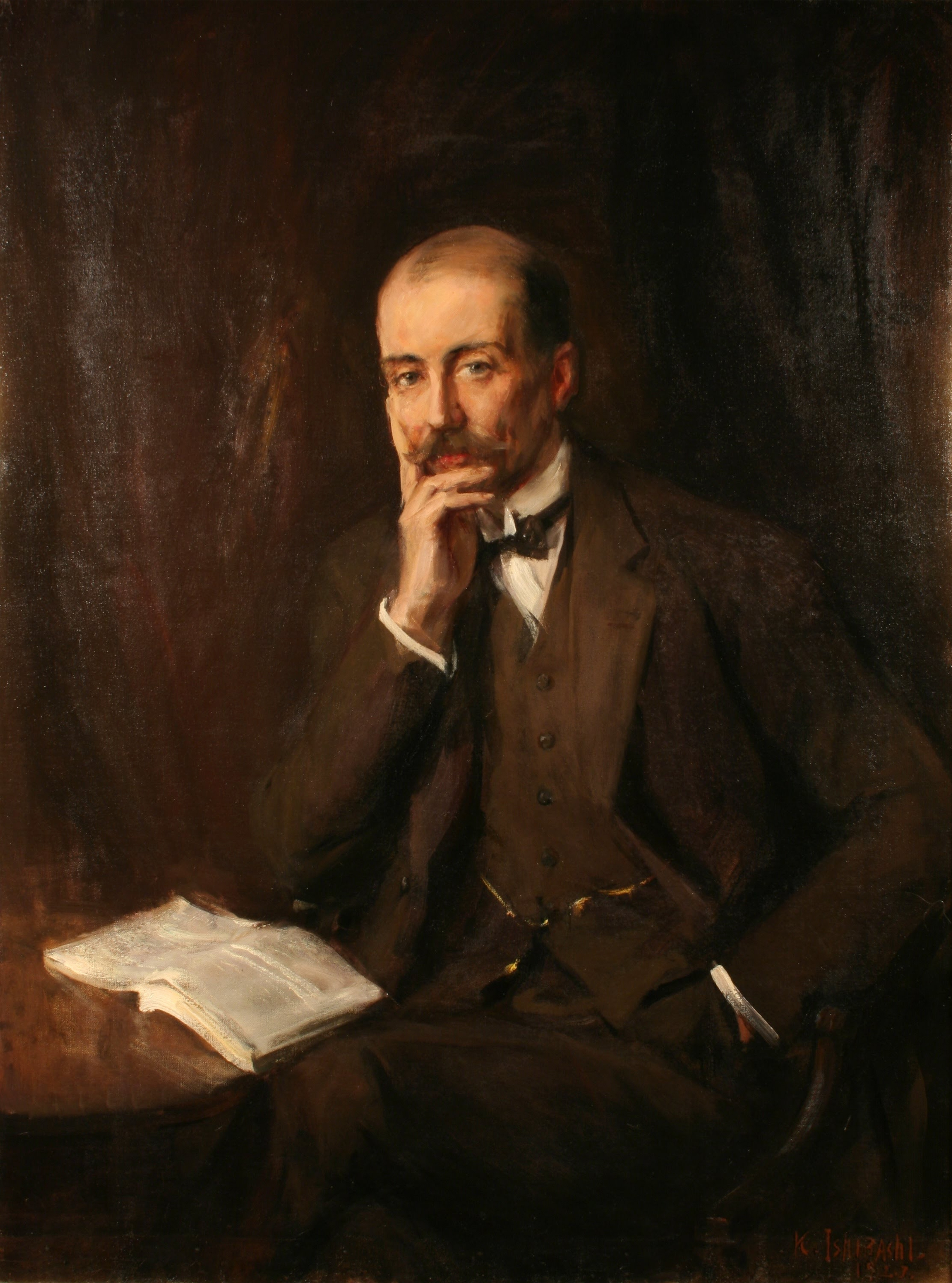
初演を指揮したエイドリアン・ボールト（画・石橋和訓、1923年）

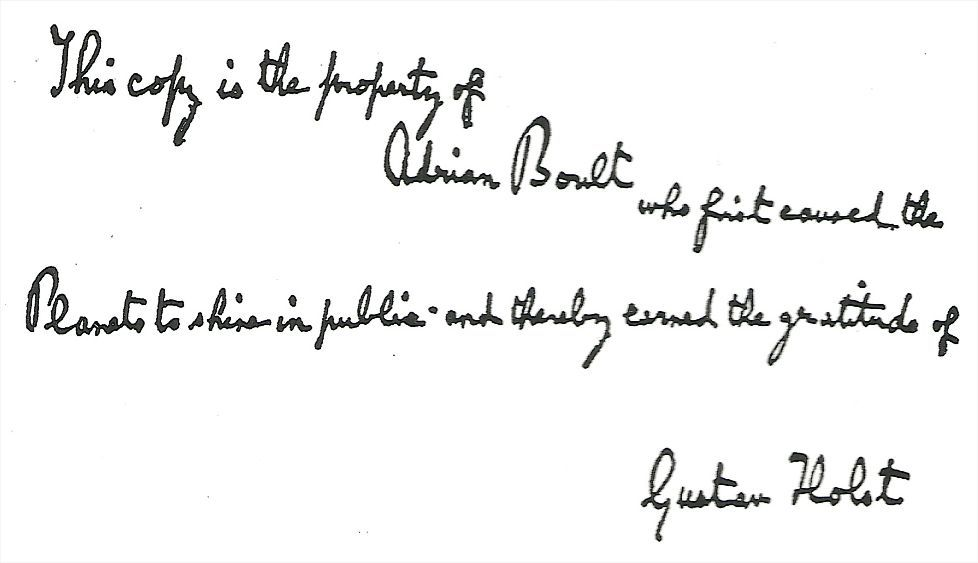
『惑星』の総譜に記されたエイドリアン・ボールトへの献辞。「この写譜は惑星をはじめて公に輝かせ、それによってグスターヴ・ホルストの感謝を得たエイドリアン・ボールトの資産である。」

初演は、ホルスト自身の指名によりエイドリアン・ボールトが指揮し、第一次世界大戦の終戦から数週間前の1918年9月29日に急遽、ヘンリー・バルフォア・ガーディナーの資金援助を受けて、クイーンズ・ホールでニュー・クイーンズ・ホール管弦楽団の演奏により行われた。しかし、急遽決まった演奏会であったため急ピッチでリハーサルが行われ、楽団員たちが初めて楽譜を目にしたのは演奏会が始まるわずか2時間前だったといわれている。また、「海王星」に参加する合唱団は、ホルストが音楽監督を務めていたモーリー・カレッジと、教鞭を執っていたセント・ポール女学校の生徒から募集された。この演奏会は一般の観客ではなく、招待された約250人の関係者のみが出席した非公式のものであったが、ホルストはこの演奏会を公開初演と看做し、本作の写譜に指揮をしたボールトへの献辞を記している。
また1919年2月27日には、ロイヤル・フィルハーモニック協会の主催によって、同じくボールトの指揮による一般の観客を入れた公開初演がなされたが、この公開初演ではボールトの意向により、全7曲のうち「金星」と「海王星」を除いた5曲が「火星」「水星」「土星」「天王星」「木星」の順序で演奏された。ホルストはこの組曲を抜粋ではなく全曲演奏してほしいと願っていたが、ボールトの見解では、聴衆がこの種のまったく新しい言語を提示されたときに、「聴衆が作品を理解できるのは、その中のせいぜい30分が限界だから」というものであった。ホルストの娘イモージェンは、「父は『惑星』の抜粋演奏を嫌がっていたが、クイーンズ・ホールの演奏会では3、4曲を指揮することに同意しなければならなかったことが何度かあり、特に「ハッピーエンド」にするために「木星」で終わらせるのを嫌がっていた」と語っているが、このことについてホルスト自身も「現実の世界では、終わりは決して幸せなものではないからです」と語っている。
1919年11月22日にはクイーンズ・ホールにおいて、ホルスト自身の指揮により「金星」「水星」「木星」の3曲が演奏されたが、ここで初めて「金星」が公開初演された。全曲通して演奏された正式な初演は、1920年11月15日にバーミンガムにおいて、アルバート・コーツの指揮するロンドン交響楽団によって行われ、ここで初めて「海王星」が公開初演された。また、ホルスト自身が指揮した最初の全曲演奏は、1923年10月13日にニュー・クイーンズ・ホール管弦楽団の演奏によって行われた。
本作はホルストの最も知られた作品であるものの、ホルスト自身はこれを佳作のひとつとしては数えておらず、自身の他の作品がことごとくその影に隠れてしまうことに不満を洩らし、「芸術家は世の中でうまくいかないことを祈るべきである」という言葉すら遺しているが、自身でも何度かこの作品を指揮し、録音も残している。

### 再評価
初演当初は好評をもって迎え入れられたが、同時代の作曲家の意欲的な作品（たとえばドビュッシーの『海』やストラヴィンスキーの『春の祭典』など）と比較してやや低水準と見なされた本作品は、ホルストの名とともに急速に忘れられる道をたどることになり、一時は英国内の一作曲家の成功作という程度の知名度に甘んじるようになった。今日のような知名度を獲得するのは、1961年頃にヘルベルト・フォン・カラヤンがウィーン・フィルハーモニー管弦楽団の演奏会で紹介したことがきっかけである。カラヤンは続いて同じオーケストラでレコードを発売、鮮明な録音もあって大評判となり、この曲は一躍有名になった。それ以後、近代管弦楽曲で最も人気のある作品のひとつとして知られるようになった。また、初演者であるエイドリアン・ボールトにとっては名刺代わりのような曲であり、1945年から1974年までの間に5回の録音を行っている。

## 楽器編成
| 木管   | 木管                                  | 金管                         | 金管                         | 打                           | 打                                                                     | 弦                           | 弦                           |
| ------ | ------------------------------------- | ---------------------------- | ---------------------------- | ---------------------------- | ---------------------------------------------------------------------- | ---------------------------- | ---------------------------- |
| Fl.    | 4 (3番はPicc., 4番はPicc.とA.Fl.持替) | Hr.                          | 6                            | Timp.                        | 6 (奏者2名)                                                            | Vn.1                         | ●                            |
| Ob.    | 3 (3番はB.Ob.持替), Eng.Hr.1          | Trp.                         | 4                            | 他                           | Glock., Xylo., Bells, Trgl., Tamb., S.D., Cym., B.D., Tam-t. (奏者3名) | Vn.2                         | ●                            |
| Cl.    | 3, B.Cl.1                             | Trb.                         | Tenor 2, Bass 1              | 他                           | Glock., Xylo., Bells, Trgl., Tamb., S.D., Cym., B.D., Tam-t. (奏者3名) | Va.                          | ●                            |
| Fg.    | 3, Cfg.1                              | Tub.                         | Bass 1                       | 他                           | Glock., Xylo., Bells, Trgl., Tamb., S.D., Cym., B.D., Tam-t. (奏者3名) | Vc.                          | ●                            |
| 他     |                                       | 他                           | Eu.1 (テナーチューバ表記)    | 他                           | Glock., Xylo., Bells, Trgl., Tamb., S.D., Cym., B.D., Tam-t. (奏者3名) | Cb.                          | ●                            |
| その他 | その他                                | Cel., Org., Harp 2, 女声合唱 | Cel., Org., Harp 2, 女声合唱 | Cel., Org., Harp 2, 女声合唱 | Cel., Org., Harp 2, 女声合唱                                           | Cel., Org., Harp 2, 女声合唱 | Cel., Org., Harp 2, 女声合唱 |

- 注1：アルト・フルート（A.Fl）は、スコアには「バス・フルート」（Bass Flute）と書かれている。
- 注2：女声合唱は、舞台外に置かれる。
- 注3：アマチュア・オーケストラのために、次の楽器が省略できる。
フルート4番（ピッコロ2番、バス・フルート持ち替え）、オーボエ3番（バスオーボエ持ち替え）、ファゴット3番、コントラファゴット、ホルン5番と6番、トランペット4番、テナーチューバ（ユーフォニアム）、オルガン。
また、スコア上に省略した場合の代替するための記載がされている。[12]

## 曲の構成
この組曲は全部で7つの楽章から成り、作曲当時、太陽系の惑星として知られていた8つの天体のうち、占星術では通常用いられない地球を除いた7つの天体（すなわち水星、金星、火星、木星、土星、天王星、海王星）に、曲を1曲ずつ割り当てたものである（なお、本作が作曲された後の1930年に冥王星が発見されて惑星に分類されたため、作曲されていない惑星がある状態になったが、その後、2006年に冥王星は惑星から除外されたので、現在では地球以外のすべての惑星に対応する楽曲があることになる）。全曲を通した演奏時間は約50分（ホルスト自身が指揮した録音では約42分）である。
「火星」と「水星」の位置が入れ替わっていることを例外として、各惑星は軌道長半径上で太陽から近い順番に配列されている。「火星」と「水星」の位置が入れ替わっているのは、一般には最初の4曲を交響曲の「急、緩、舞、急」のような配列にするためだと言われる。またリチャード・グリーンは、ホルストが初期に書いていたスケッチでは「水星」が第1曲として配置されており、これはホルストが考えていた当初の着想が、単に太陽に近いものから最も遠いものまでという明白な順序で惑星を描くことであったのではないかと指摘しており、グリーンはホルストが「火星」を冒頭に置いたことについて、「火星のより不穏な性格で始まることで、音楽素材をより劇的で説得力のあるものにすることができるからではないか」との見解を示している。さらにもうひとつの説明として、黄道十二宮の守護惑星に基づくという説があり、黄道十二宮を白羊宮（おひつじ座）から始まる伝統的な順番に並べると、その守護惑星は重複と月、太陽を無視すれば楽章の順序に一致する（そのため、のちに追加されたコリン・マシューズの『冥王星、再生する者』（冥王星は天蝎宮（さそり座）の守護惑星）は水星と木星の間に来るべきだとする意見もある）。
また、それぞれの曲の副題は、かつては「…の神」と訳されていたが、近年では本来の意味に則して「…をもたらす者」という表記が広まりつつある。

### 第1曲「火星、戦争をもたらす者」
- 原題：Mars, the Bringer of War
- アレグロ

日本では「木星」に次いでよく知られている曲である。1918年に行われた非公式の初演に招かれた聴衆は、この「火星」を聴いて当時なお続いていた第一次世界大戦の描写音楽だと思ったといわれているが、ホルストは第一次世界大戦が開戦する前には既にこの曲を書き終えており、ホルスト自身も第一次世界大戦との関連を否定している。全185小節。
ニ音を主音とするが調号はなく、無調的。再現部の第2主題と第3主題の順序が入れかわったソナタ形式に相当する。
ティンパニ、ハープ、コル・レーニョ（弓の木部で弦を叩く奏法）の弦が刻む、リズミカルで駆り立てるようなオスティナートが曲全体を支配する。
ファゴットとホルンが奥底から迫りくるような第1主題を奏で、
次第に激しさを増して  となる。
続いて、金管による猛々しい第2主題が現れる。
それにオルガンも加わって、さらにうねりを増してゆく。
やがてテナーチューバ（ユーフォニアム）とトランペットが勇壮な第3主題を奏で、
これらの性格の違う3つの主題がひとしきり展開された後、まるで怪物が天に向かって咆哮するかのような轟音をもって曲を終える。
また、第3主題でのテナーチューバ（ユーフォニアムで演奏されることが多い）のソロが、オーケストラにおけるこの楽器の秀逸な用例としてしばしば言及される。

### 第2曲「金星、平和をもたらす者」
- 原題：Venus, the Bringer of Peace
- アダージョ - アンダンテ - アニマート - ラルゴ - アニマート - ラルゴ - アニマート - ラルゴ - アダージョ - モレンド - テンポ・プリモ

緩徐楽章に相当し、「火星」とは対照的な、安らぎに満ちた美しい曲である。主に三部形式で書かれており、中間部は3拍子で、他は4拍子である。主調は変ホ長調だが、途中で複数の調を経由する。全141小節。
まず冒頭では、ホルンと木管による穏やかな第1主題が現れるが、これはホルストが以前に作曲したものの、途中で放棄してしまった歌曲『ペンテコステの徹夜祷（ "A Vigil of Pentecost" ）』（H. 123）が基になっている。
そこにハープによる優美な和音が続いて音楽に彩りを添え、やがて独奏ヴァイオリンによる第2主題が澄み入る上空に鳴り響き、
オーボエが第3主題をゆったりと歌う。
第2ハープによるハーモニクスの後、ヴァイオリンの織りなす音色が空高く送り届けられ、静かに曲を終える。

### 第3曲「水星、翼のある使者」
- 原題：Mercury, the Winged Messenger
- ヴィヴァーチェ

スケルツォに相当する曲であり、全曲中最も演奏時間が短い。ホルスト自身がフルスコアを書いたのはこの曲のみで、この曲を「心の象徴」と述べている。主に二部形式。全296小節。
冒頭はホ長調と変ロ長調の複調が用いられており、ヴァイオリンのリズミカルな伴奏に乗って、チェレスタと木管による第1主題が、音の階段を弾むように下りてゆく。
やがて、独奏ヴァイオリンが陽気な第2主題を歌い始め、
木管や弦が繰り返し囀る。この2つの主題がスタッカートのリズムの上に絡まって歌い継がれ、最後は  で終わる。

### 第4曲「木星、快楽をもたらす者」
- 原題：Jupiter, the Bringer of Jollity
- アレグロ・ジョコーソ - アンダンテ・マエストーソ - テンポ・プリモ - マエストーソ - レント・マエストーソ - プレスト

全曲中最もよく知られた曲であり、現在では（ホルストの意向を無視した形で）この曲のみが取り上げられることも多く、特に中間部に現れる第4主題の旋律が非常に有名である（後述）。大きな三部形式で書かれており、主調はハ長調、第4主題が現れる中間部は変ホ長調、終盤で第4主題の旋律が戻ってくるときにはロ長調である。また、副題の "Jollity" は「快楽」のほかに、「喜悦」や「歓喜」と訳されることもある。全409小節。
まず、ホルンが快活な第1主題の到来を告げ、
経過句を経て、リズミカルな第2主題、
そして舞曲風の素朴で明るい第3主題へと続く。
中間部では、弦とホルンが厳粛な雰囲気の第4主題を歌い始める。
中間部が終わると、第1主題から第3主題までの3つの主題が再現され、最後にロ長調で第4主題が再現された後に  の力強いコーダをもって曲を終える。

### 第5曲「土星、老いをもたらす者」
- 原題：Saturn, the Bringer of Old Age
- アダージョ - ポコ・アニマート - テンポ・プリモ - アニマート - アンダンテ

全曲中最も演奏時間が長く、またホルストは全7曲の中で、この「土星」を最も気に入っていたといわれ、組曲中でも中核をなす曲と考えられる。調性はハ長調ではあるものの、第3音にフラットが付くなど不安定である。ハ音上の付加六の和音や七度の和音が多用される。全155小節。
冒頭は、ホルストが1915年に作曲した合唱曲『葬送歌と祝婚歌（ "Dirge and Hymeneal" ）』 （H. 124）を基にした、フルートの苦悩に満ちた和音動機が26小節反復される間、
コントラバスが第1主題を奏で、老年の衰えを仄めかす。
トロンボーン（ホルストが演奏家として主に扱っていた楽器）に始まる第2主題は第1主題の変奏であり、人生の成熟を感じさせる。
和音動機の変奏がしばらく続いた後、第1主題が幅広く繰り返される。ハープとフルートが彩ると、神秘的な静けさに包まれてゆく。やがてオルガンのペダルの響きが添えられ、静かに曲を終える。

### 第6曲「天王星、魔術師」
- 原題：Uranus, the Magician
- アレグロ - レント - アレグロ - ラルゴ

スケルツォに近い曲。主に6拍子で、ポール・デュカスの交響詩『魔法使いの弟子』に影響を受けたといわれる。全250小節。
冒頭の印象的な4音（G -E♭-A-B、ドイツ語の音名記法で書けばG-Es-A-H、他の類似例で見られるようにEsをSで代用するとG-S-A-H）は、ホルスト自身の名前（Gustav Holst）を表していると言われ、曲中にも執拗なまでに取り入れられている。
独奏ファゴットによる第1主題、
ホルンと弦による躍動的な第2主題が現れ、
曲は次第に発展していき、リズミカルな第3主題がチューバによって奏でられ、
全てに楽器で鮮やかに展開された後、オルガンのグリッサンドがアレグロの  からレントの  をもたらし、曲は静かに終末へと導かれる。

### 第7曲「海王星、神秘主義者」
- 原題：Neptune, the Mystic
- アンダンテ - アレグレット

組曲の最後を飾るにふさわしい、神秘的な雰囲気を湛えた曲であり、全体を通して  で演奏される（ヴァイオリンとクラリネットの1フレーズずつを除いて、すべての楽器に "sempre " の指示がある）。また、1918年に行われた非公式の初演で聴衆に深い印象を与えたのは、この「海王星」であった。全101小節。
3+2の5拍子で、ホ短調と嬰ト短調の複調で書かれ、冒頭でフルートが第1主題を奏で、美しい響きがハープ、弦、チェレスタによってひとしきり続く。
22小節目からは金管がホ短調と嬰ト短調の和音を同時に鳴らし不協和音を奏でるが、ホルストの同僚であったジェフリー・トイは、初演の前にこの箇所について「ひどい音になるだろう（ "going to sound frightful" ）」と語っており、ホルスト自身もその意見に同意し、それを書き留めたときは慄いたが、「そんなふうに来たらどうする？（ "What are you to do when they come like that?" ）」と語っている。
やがて56小節目からは女声合唱（楽章の冒頭に、ホルスト自身の手によって「合唱団は、隣の部屋に置く。部屋の扉は、曲の最後の小節まで開けておき、ゆっくりと静かに閉じる。合唱団、扉、副指揮者達（必要な場合）は、聴衆から完全に見えないようにする」と指示が書かれている）がヴォカリーズで現れ、クラリネットが第2主題をやさしく静かに歌う（なお、当時としては珍しい女声合唱をヴォカリーズで歌わせるという手法は、ドビュッシーが1900年に作曲した『夜想曲』の第3曲「シレーヌ」で既に用いている）。
曲はいっそう深遠な神秘性を増していき、無限の彼方へと流れてゆく。最後の1小節は女声合唱のみとなり、そこには反復記号が記され、ホルスト自身の手によって「この小節は、音が遠くに消え入るまで繰り返す」と指示が書かれており、今日では（特にポピュラー音楽の分野で）一般的な手法となった「フェードアウト」で終わる作品の最初期の例として知られている。

## 編曲
この曲はオーケストラのための曲ではあるが、しばしば吹奏楽やブラス・バンドのために編曲される他、冨田勲によるシンセサイザー編曲、諸井誠によるオルガンと打楽器のための編曲などがある。

### 編曲の制約
ホルストは、この曲に関して非常に厳格な制約を設けていた。楽器編成の厳守（アマチュア団体の演奏に限り編成の縮小を認めた）から抜粋演奏の禁止まで提示しており、死後も遺族によって守られてきた。
イングランドのロック・バンドのキング・クリムゾンは1969年のデビュー当時からステージで「火星」を演奏していたが、1970年に発表したセカンド・アルバム「ポセイドンのめざめ」への収録は許可されなかった。そのため彼等は「火星」をモチーフとした「デヴィルズ・トライアングル（ "The Devil's Triangle" ）」という楽曲を収録した。
しかし1976年、冨田勲によるシンセサイザー版『惑星』が許可されて以降、この制約は絶対的なものではなくなっていく。1986年にはエマーソン・レイク・アンド・パウエルの同名アルバムにプログレッシブ・ロックにアレンジされた「火星-戦争をもたらすもの」が収録され、ついにクラシック音楽の枠からも逸脱した。
現在では、人気のある「木星」と「火星」のみを抜粋して演奏されることがめずらしくない。また、バスオーボエ（バリトンオーボエ）のような普及率がきわめて低い特殊楽器は、他の楽器に代替して演奏されることもある。

### 「木星」の第4主題
「木星」の第4主題は作者自身によって管弦楽付きコラールに改作編曲されている。イギリスの愛国的な賛歌として広く歌われている「我は汝に誓う、我が祖国よ」（I vow to thee, my country）がそれであり、作品番号 (Op) はないが、H148がふられている。1918年にイギリスの外交官セシル・スプリング・ライス（Cecil Spring Rice, 1859年 - 1918年）が作った詩に、1918年（1921年説も）に「木星」の第4主題、Andante maestoso の旋律が付けられた歌である。歌詞が第一次世界大戦のさなかに作られ、作品の発表も1926年の第一次世界大戦休戦協定記念式典であったために、11月11日のリメンブランス・デーに歌唱されることが多い。
1926年にホルストの友人レイフ・ヴォーン・ウィリアムズが監修した賛歌集『ソングス・オブ・プライズ』でウィリアムズがホルストの「木星」を基にした作品を、彼が暮らした街の名にちなんで「サクステッド」（Thaxted）と呼んで以来、「木星」の第4主題を基にした作品は「サクステッド」とカテゴライズされるようになった。イギリスをはじめ英語圏を中心に夥しい数の翻案された曲が作られているが、これらは原曲を「我は汝に誓う、我が祖国よ」「サクステッド」としている場合が多く、『惑星』あるいは「木星」からとするものは少ない。

#### 近年の翻案された曲
- 1964年、ハワード＝ブレイクリー（Ken Howard & Alan Blaikley）作曲、ザ・ハニーカムズ歌唱・演奏の「Once You Know」も、この旋律に触発された曲の1つである。
- 1988年、ペーター・ホフマンのクラシカル・クロスオーバーアルバム『モニュメンツ』に「サンライズ」と題してロック風にアレンジされた歌唱が収められている。
- 1991年、ラグビーワールドカップのテーマソングとして新たな歌詞が付けられ、「ワールド・イン・ユニオン（ "World In Union" ）」として発表される。原曲は「サクステッド」としており、4分の3拍子を4分の4拍子に変えている。「ワールド・イン・ユニオン」は大会ごとにアレンジされている。
- 1994年、音楽プロデューサー浅倉大介は自身の参加ユニットであるaccessの「DELICATE PLANET」ツアーにおいて、この旋律を浅倉独自のシンセサイザーアレンジで演奏している。
- 1997年にはオルガンに編曲されたものが、ダイアナ妃の葬儀において教会で演奏された。
- 2001年、イアン・プリンスによって編曲されたものがジョイ・エンリケス（英語版）のセルフタイトルのアルバム（英語版）に「With This Love」として収録された。
- 2003年5月21日リリースの本田美奈子.のアルバム『AVE MARIA』の1曲として岩谷時子の歌詞によるものが収められている。それに先がけて遊佐未森が1999年に発表したアルバム「庭 (niwa)」にも「A little bird told me」の題で遊佐自身の詩による曲が収められている。
- 2003年12月17日、平原綾香のデビュー曲は、吉元由美により第4主題に新たな歌詞が付けられたもので、シングル盤『Jupiter』としてリリースされた。

#### その他
- 木星を舞台としたSEGAのアーケードゲーム「電脳戦機バーチャロン フォース」のエンディングにもこの旋律が流れる。
- 世界陸上大阪大会の開会式でサラ・ブライトマンが歌った曲「Running」もこの旋律を基にしている。ほか、三菱・ギャランフォルティスのCMソングにも用いられている。
- 日本の鉄道事業社の駅メロディを多数制作しているスイッチは、「木星」を福嶋尚哉が発車メロディ向けにアレンジした音源（A - Gの7曲[22]）を東日本旅客鉄道（JR東日本）に提供しており、このうち第4主題の旋律をアレンジした「ジュピターB」[23]がかつて井野駅、中之条駅、甲府駅[24]、川口駅[25]、蕨駅で使用されていた。
- 2019年および2022年には、横浜高速鉄道みなとみらい線みなとみらい駅において、向谷実が第4主題をアレンジしたものが発車メロディとして使用されていた[26][27]。これは駅の所在する横浜市内で音楽フェスティバル「横浜音祭り」が開催されたことに合わせたもので、ラグビーワールドカップ2019のパブリックビューイング会場が臨港パーク内に設けられたことにちなんだものである。

## 他の作曲家による追加曲

### 冥王星、再生する者
1930年のトンボーによる発見から2006年の惑星の新定義の決定によって除外されるまで、76年間にわたり太陽系第9惑星として一般に親しまれてきた天体として冥王星（現在では準惑星に分類されている）が知られているが、上記の通り組曲「惑星」には冥王星に該当する曲が含まれていない。これは1916年の作曲当時にはこの天体は未発見だったためである。冥王星発見後、ホルストは冥王星のための8曲目の作曲に取りかかったが、半ばにして脳卒中で倒れ、一時は学生に書き取らせ続行しようとしたものの、完成させないまま1934年に亡くなった。
このようにホルストに「冥王星」を追加する意志があったことや、冥王星が惑星とされていた頃は「科学的に内容が古い」などと指摘されることがよくあったことから、「冥王星」を組曲に追加して現代的に補完しようとする試みもあった。そのうち最も有名なのが、ホルストの研究家でイギリス・ホルスト協会理事の作曲家コリン・マシューズによる「冥王星、再生する者」（Pluto, the renewer）である。これは、ハレ管弦楽団の指揮者ケント・ナガノの委嘱に応じて2000年に作曲されたものであり、同年5月11日に初演されている。この試みでは、「海王星」の終結部を少し書き換え（最後の小節の直前で切れるヴァイオリンの高いロ音を延ばし続ける）、そのままアタッカで「冥王星」に続くように編作されている。「海王星」の消え入るような終結に対し、「冥王星」は消え入るようには終わらず、太陽系の外のさらに広い宇宙空間へと続いていくかのような音響をもって終わる。この点がホルストの原作の音楽的意図とは異なり、賛否が分かれる点でもある。実際、サイモン・ラトルは「冥王星」付き『惑星』を指揮した折、オリジナル通り「海王星」でいったん演奏を終えてから「冥王星」の演奏に入っている。この8曲からなる通称『惑星（冥王星付き）』は、特にイギリスで好んで演奏され、ラトル指揮ベルリン・フィルハーモニー管弦楽団、マーク・エルダー指揮ハレ管弦楽団、デーヴィッド・ロイド＝ジョーンズ指揮ロイヤル・スコティッシュ管弦楽団、オウエン・アーウェル・ヒューズ指揮ロイヤルフィルハーモニー管弦楽団、ポール・フリーマン指揮チェコ・ナショナル交響楽団などの録音が存在する。これらは「海王星」の後に配置されている。
2006年8月24日、国際天文学連合総会において惑星の新定義が決定され、冥王星が惑星から除外された。これにより、地球を除いた太陽系の惑星の顔ぶれは、組曲『惑星』の曲目と再び一致することとなった。なお、奇しくも総会決議の前日に日本で国内盤が発売されたサイモン・ラトル指揮ベルリン・フィルハーモニー管弦楽団の「冥王星」付き『惑星』は、マスメディアから注目されたこともあり好調な売り上げを記録し、販売元の東芝EMIでは5日間にして1万枚の在庫が切れたという。
| 木管   | 木管                | 金管                                          | 金管                                          | 打                                            | 打                                                                                    | 弦                                            | 弦                                            |
| ------ | ------------------- | --------------------------------------------- | --------------------------------------------- | --------------------------------------------- | ------------------------------------------------------------------------------------- | --------------------------------------------- | --------------------------------------------- |
| Fl.    | 2, Picc.1, A.Fl.1   | Hr.                                           | 6                                             | Timp.                                         | 2名                                                                                   | Vn.1                                          | ●                                             |
| Ob.    | 2, Eng.Hr.1, B.Ob.1 | Trp.                                          | 4                                             | 他                                            | Glock., Crotales, Bells, T.D., B.D., Susp.Cym., Clashed Cym., Tam-t., Trgl. (奏者4名) | Vn.2                                          | ●                                             |
| Cl.    | 3, B.Cl.1           | Trb.                                          | 3                                             | 他                                            | Glock., Crotales, Bells, T.D., B.D., Susp.Cym., Clashed Cym., Tam-t., Trgl. (奏者4名) | Va.                                           | ●                                             |
| Fg.    | 3, Cfg.1            | Tub.                                          | Tenor 1, Bass 1                               | 他                                            | Glock., Crotales, Bells, T.D., B.D., Susp.Cym., Clashed Cym., Tam-t., Trgl. (奏者4名) | Vc.                                           | ●                                             |
| 他     |                     | 他                                            |                                               | 他                                            | Glock., Crotales, Bells, T.D., B.D., Susp.Cym., Clashed Cym., Tam-t., Trgl. (奏者4名) | Cb.                                           | ●                                             |
| その他 | その他              | Org., Harp 2, Cel., 女声合唱7声部(アド・リブ) | Org., Harp 2, Cel., 女声合唱7声部(アド・リブ) | Org., Harp 2, Cel., 女声合唱7声部(アド・リブ) | Org., Harp 2, Cel., 女声合唱7声部(アド・リブ)                                         | Org., Harp 2, Cel., 女声合唱7声部(アド・リブ) | Org., Harp 2, Cel., 女声合唱7声部(アド・リブ) |

### その他の追加曲
惑星に新たな曲を加えようとする試みとして、その他にも類似した試みがなされたことがあった。サイモン・ラトルは4人の作曲家に委嘱して、以下の4曲をベルリン・フィルハーモニー管弦楽団の演奏会で演奏した。これらは上述のCDにも収録されている。ただし、組曲『惑星』に追加した形式にはなっておらず独立した作品と考えられ、「冥王星」とは少々事情が異なる。またこれとは別に「ゾリステン・ドライエック」が委嘱した、ヴァイオリンとトロンボーン、オルガンのための『クワーオワー』などがある。

#### 小惑星4179:トータティス
2005年作曲。小惑星トータティスを題材としている。カイヤ・サーリアホが作曲。
| 木管   | 木管              | 金管   | 金管   | 打     | 打        | 弦     | 弦     |
| ------ | ----------------- | ------ | ------ | ------ | --------- | ------ | ------ |
| Fl.    | 3 (Picc.持ち替え) | Hr.    | 6      | Timp.  | 2名       | Vn.1   | ●      |
| Ob.    | 3                 | Trp.   | 4      | 他     | 打楽器3名 | Vn.2   | ●      |
| Cl.    | 3                 | Trb.   | 3      | 他     | 打楽器3名 | Va.    | ●      |
| Fg.    | 3 (Cfg.持ち替え)  | Tub.   | 1      | 他     | 打楽器3名 | Vc.    | ●      |
| 他     |                   | 他     |        | 他     | 打楽器3名 | Cb.    | ●      |
| その他 | その他            | Harp 2 | Harp 2 | Harp 2 | Harp 2    | Harp 2 | Harp 2 |

#### オシリスに向かって
2005年作曲。恒星HD 209458の惑星、オシリスを題材としている。マティアス・ピンチャーが作曲。
| 木管   | 木管                              | 金管              | 金管              | 打                | 打                | 弦                | 弦                |
| ------ | --------------------------------- | ----------------- | ----------------- | ----------------- | ----------------- | ----------------- | ----------------- |
| Fl.    | 3 (2番と3番はPicc.持ち替え)       | Hr.               | 4                 | Timp.             |                   | Vn.1              | 14                |
| Ob.    | 2, Eng.Hr.1                       | Trp.              | 3                 | 他                | 4名               | Vn.2              | 12                |
| Cl.    | 2, B.Cl.1 (B.Cl.はCb.Cl.持ち替え) | Trb.              | 3                 | 他                | 4名               | Va.               | 10                |
| Fg.    | 2, Cfg.1                          | Tub.              | 1                 | 他                | 4名               | Vc.               | 8                 |
| 他     |                                   | 他                |                   | 他                | 4名               | Cb.               | 5                 |
| その他 | その他                            | Harp 2, Pf., Cel. | Harp 2, Pf., Cel. | Harp 2, Pf., Cel. | Harp 2, Pf., Cel. | Harp 2, Pf., Cel. | Harp 2, Pf., Cel. |

#### ケレス
2005年作曲。小惑星ケレス（現在は準惑星に分類されている）を題材としている。マーク＝アンソニー・タネジが作曲。2006年の国際天文学連合総会において、この天体を惑星に分類しなおす提案がなされたことから特に話題になった。
| 木管   | 木管                           | 金管       | 金管       | 打         | 打         | 弦         | 弦         |
| ------ | ------------------------------ | ---------- | ---------- | ---------- | ---------- | ---------- | ---------- |
| Fl.    | 2 (Fl.はA.Fl.持ち替え), Picc.2 | Hr.        | 4          | Timp.      |            | Vn.1       | ●          |
| Ob.    | 2, Eng.Hr.1                    | Trp.       | 3          | 他         | 3名        | Vn.2       | ●          |
| Cl.    | 2, B.Cl.1                      | Trb.       | 3          | 他         | 3名        | Va.        | ●          |
| Fg.    | 2, Cfg.1                       | Tub.       | 1          | 他         | 3名        | Vc.        | ●          |
| 他     | S.Sax.1                        | 他         | Eu.1       | 他         | 3名        | Cb.        | ●          |
| その他 | その他                         | Harp, Cel. | Harp, Cel. | Harp, Cel. | Harp, Cel. | Harp, Cel. | Harp, Cel. |

#### コマロフの墜落
2006年作曲。宇宙からの帰還中に事故死したソ連の宇宙飛行士ウラジーミル・コマロフを題材としている。ブレット・ディーンが作曲。
| 木管   | 木管              | 金管         | 金管         | 打           | 打           | 弦           | 弦           |
| ------ | ----------------- | ------------ | ------------ | ------------ | ------------ | ------------ | ------------ |
| Fl.    | 2, Picc.2         | Hr.          | 6            | Timp.        | 1名 (兼むち) | Vn.1         | ●            |
| Ob.    | 3, Eng.Hr.1       | Trp.         | 3            | 他           | 5名          | Vn.2         | ●            |
| Cl.    | 2,Es Cl.1, B.Cl.1 | Trb.         | 3            | 他           | 5名          | Va.          | ●            |
| Fg.    | 2, Cfg.1          | Tub.         | 1            | 他           | 5名          | Vc.          | ●            |
| 他     |                   | 他           |              | 他           | 5名          | Cb.          | ●            |
| その他 | その他            | Harp 2, Cel. | Harp 2, Cel. | Harp 2, Cel. | Harp 2, Cel. | Harp 2, Cel. | Harp 2, Cel. |

#### イトカワとはやぶさ
冨田勲の晩年のシンセサイザー演奏によるアルバム『惑星（プラネッツ） Ultimate Edition』（2011年6月）には、冨田作曲の「イトカワとはやぶさ」（「小惑星イトカワと小惑星探査機はやぶさ」）が「木星」と「土星」の間に入る形で新たに追加されている。